# Poecilocalyx setiflorus
Poecilocalyx setiflorus är en måreväxtart som först beskrevs av Ronald D'Oyley Good, och fick sitt nu gällande namn av Cornelis Eliza Bertus Bremekamp. Poecilocalyx setiflorus ingår i släktet Poecilocalyx och familjen måreväxter. Inga underarter finns listade i Catalogue of Life.